# Ewald André Dupont
Ewald André Dupont (geboren als Ewald Andreas Dupont; * 25. Dezember 1891 in Zeitz; † 12. Dezember 1956 in Los Angeles) war ein deutscher Filmregisseur und Drehbuchautor.

## Leben und Wirken
Duponts Vater war Chefredakteur bei der Berliner Illustrirten Zeitung. Nach seiner Zeit auf der Universität wurde Dupont 1911 Redakteur der Berliner Morgenpost. Da er mit diversen Leuten vom Film befreundet war, entwickelte sich daraus eine Hinwendung zum Film und 1916 entstanden erste Drehbücher für Detektivfilme. Ab 1918 war Dupont dann Redaktionsmitglied der Fachzeitschrift Der Film.
Dupont arbeitete journalistisch an einer Filmrubrik der B.Z. am Mittag mit, bevor er Drehbücher für Richard Oswald, Joe May und Paul Leni verfasste. Seine erste Regiearbeit war 1918 eine zwölfteilige Detektivserie mit dem Darsteller Max Landa. Im Auftrag von und für Henny Porten schuf er 1921 eine Verfilmung von Die Geierwally. Höhepunkt seiner Filmarbeit war der Stummfilm Varieté (1925) mit Emil Jannings und Lya de Putti, ein Eifersuchtsdrama im Zirkusmilieu, der zu einem Welterfolg wurde.
Danach erhielt er ab 1926 Engagements in den USA und in Großbritannien, wo er bis 1931 frühe Tonfilme in verschiedenen Sprachversionen drehte. In London war Dupont 1929 mit dem Filmdrama Atlantik Regisseur des ersten deutschsprachigen Tonfilms. Nach kurzzeitiger Rückkehr nach Deutschland emigrierte der jüdische Regisseur 1933 über England in die USA ins Exil. Ab 1939 war er als Journalist tätig und arbeitete in der Folgezeit hauptsächlich als Autor und Regisseur für B-Filme und Fernsehserien. Zudem betrieb er eine Agentur für Filmtalente. An seine früheren Erfolge konnte er nicht mehr anknüpfen.
Dupont war mit der Schauspielerin Gretl Dupont verheiratet. Er verstarb kurz vor seinem 65. Geburtstag an den Folgen seiner Krebserkrankung.

## Filmografie (Auswahl)

### Regisseur
- 1918: Der lebende Schatten
- 1918: Europa postlagernd
- 1918: Mitternacht
- 1918: Der Teufel
- 1919: Die Japanerin
- 1919: Die Maske
- 1919: Das Geheimnis des Amerika-Docks
- 1919: Die Spione
- 1919: Die Apachen (auch Drehbuch)
- 1919: Der Würger der Welt
- 1920: Das Grand Hotel Babylon
- 1920: Alkohol
- 1920: Der weiße Pfau
- 1920: Whitechapel. Eine Kette von Perlen und Abenteuern
- 1920: Der Mord ohne Täter
- 1921: Die Geierwally
- 1922: Sie und die Drei
- 1923: Die grüne Manuela
- 1923: Das alte Gesetz
- 1925: Der Demütige und die Sängerin
- 1925: Varieté
- 1926: Lieb mich und die Welt ist mein (Love Me and the World Is Mine)
- 1928: Moulin Rouge
- 1929: Piccadilly – Nachtwelt
- 1929: Atlantik
- 1930: Zwei Welten (Two Worlds, auch Drehbuch)
- 1930: Menschen im Käfig
- 1931: Salto Mortale
- 1932: Peter Voß, der Millionendieb
- 1933: Der Läufer von Marathon
- 1953: Dr. Jenkins unheimliche Nächte (The Neanderthal Man)
- 1954: Die Banditeninsel von Karabei (Return to Treasure Island)

### Drehbuchautor
- 1916: Mein ist die Rache
- 1917: Die Faust des Riesen
- 1917: Der Saratogakoffer
- 1917: Der Onyxknopf
- 1917: Rennfieber
- 1917: Durchlaucht Hypochonder
- 1917/18: Es werde Licht! (4 Teile)
- 1918: Die Buchhalterin
- 1918: Nur um tausend Dollar
- 1918: Der ewige Zweifel
- 1918: Die sterbenden Perlen
- 1918: Mitternacht
- 1918: Der Teufel
- 1935: Spione küßt man nicht
- 1955: Frauen um Richard Wagner